# Ромбична кристална система
У кристалографији, ромбична кристална система представља један од 7 модела по којима се у природи одвија кристализација. Окарактерисана је са три међусобно управна елементарна вектора различитих дужина.
α = β = γ = 90°
Ромбична решетка може бити представљена са четири Бравеове решетке: примитивном, базно центрираном, унутрашње центрираном, и површински центрираном.
|            |                  |                      |                       |
| примитивна | базно центрирана | унутрашње центрирана | површински центрирана |